# Affirmation (canção)
"Affirmation" é a faixa-título do segundo álbum da banda australiana Savage Garden, lançada como single no ano 2000.
A canção foi apresentada pela banda na cerimônia de encerramento dos  Jogos Olímpicos de Sydney, em Setembro do mesmo ano.

## Letra
"Affirmation" foi escrita pelo vocalista Darren Hayes, durante sua estadia em Nova York, em 1999. A letra da música traz uma série de afirmações do cantor, sempre iniciadas pela frase em inglês "I Believe" ("Eu acredito"), como no verso "I Believe you can't control or choose your sexuality" (em português, "Eu acredito que você não pode controlar ou escolher sua sexualidade").
Pela letra franca e simples, a canção se converteu em um dos hinos da banda, sendo usada como música de encerramento de todos os shows da turnê Superstars And Cannonballs e, posteriormente, na carreira solo de Darren.

## Lançamento
A faixa foi o segundo single oficial tirado do álbum Affirmation, sendo lançada primeiramente na Austrália e na Nova Zelândia. Internacionalmente, o single foi a terceira música do álbum a ser promovida e chegou ao #8 da parada britânica, convertendo-se no quarto single da banda a atingir o Top 10 no Reino Unido.

### Videoclipe
A música possui dois videoclipes oficiais. O primeiro, lançado exclusivamente na Austrália, foi feito com uma série de imagens antigas, muitas em preto e branco e com personalidades históricas, que passam rapidamente, ao ritmo da música, e voltam ao começo no final do clipe.
O segundo vídeo, lançado no resto do mundo, foi feito com imagens da turnê Superstars And Cannonballs da banda e foi utilizado para promover o DVD de mesmo nome, lançado no final do ano 2000.

## CD Single
Austrália
1. "Affirmation"
2. "I Don't Care"
3. "Affirmation" (Stop Beats Mix)
4. "I Knew I Loved You" (Crossover Mix)
5. Affirmation" (Vídeo)

Reino Unido
1. "Affirmation" (Radio Edit)
2. "Affirmation" (Almighty Remix)
3. "Crash and Burn" (Crossover Mix)

## Paradas
| Chart                   | Posição |
| ----------------------- | ------- |
| UK Singles Chart        | 8       |
| Australia Singles Chart | 16      |
| Nova Zelândia           | 29      |
| Suécia Singles Chart    | 26      |